# Comuna Drăgănești-Vlașca, Teleorman
Drăgănești-Vlașca este o comună în județul Teleorman, Muntenia, România, formată din satele Comoara, Drăgănești-Vlașca (reședința) și Văceni.

## Așezare
Comuna este situată în Câmpia Burnazului, în partea de est a județului Teleorman. Satul Drăgănești-Vlașca este așezat pe Valea Câlniștei, la confluență cu Valea Albă și Valea lui Tudor, la intersecția drumului european E70 București-Alexandria cu DJ503, Giurgiu-Videle. Este străbătută de calea ferată Giurgiu – Videle.

## Demografie
Componența etnică a comunei Drăgănești-Vlașca
     Români (87,7%)
     Romi (2,89%)
     Alte etnii (0,11%)
     Necunoscută (9,3%)
Componența confesională a comunei Drăgănești-Vlașca
     Ortodocși (89,59%)
     Alte religii (0,43%)
     Necunoscută (9,98%)
Conform recensământului efectuat în 2021, populația comunei Drăgănești-Vlașca se ridică la 3.698 de locuitori, în scădere față de recensământul anterior din 2011, când fuseseră înregistrați 4.325 de locuitori. Majoritatea locuitorilor sunt români (87,7%), cu o minoritate de romi (2,89%), iar pentru 9,3% nu se cunoaște apartenența etnică. Din punct de vedere confesional, majoritatea locuitorilor sunt ortodocși (89,59%), iar pentru 9,98% nu se cunoaște apartenența confesională.

## Istorie
Pe actualul teritoriu al comunei Drăgănești-Vlașca se aflau șase sate mici: Comănești, Pelinei, Cornetu, Hoțoaica și Văceni sau Mustafa și Ciocârlani. În „Monografiile comunelor rurale din județul Vlașca” de I. Boidescu se arată că Vodă Ghica a organizat satele prin așezarea lor la linie, desființându-le ca titulatură și amplasare, reunind locuitorii pe vatra satului Ciocârlani.
În anul 1771, la Petersbourg, C.M. Roth a publicat o harta a Munteniei care cuprindea munți, ape, păduri, orașe, sate și mănăstiri. Satul Drăgănești apărea cu 170 gospodării și era indicat alături de alte sate din jur: Târnava de Sus, Târnava de Jos, Flămânda, Prunaru, Răsucenii de Sus, Răsucenii de Jos, Comănești și Asan Aga.
În anul 1834 unele documente amintesc așezarea în legătură cu uciderea haiducului Nicolae Groza în pădurea din nordul satului.
Pe harta rusă din anul 1835, este trecut și satul Drăgănești cu 152 gospodării fiind a 26-a localitate din cele 270 așezări omenești din județul Vlașca.
În monografiile locale satul Comoara este prezentat ca o așezare care a luat ființă la 1863, fiind proprietatea Mănăstirii Zlătari. Cercetând istoria satului Comoara putem afirma că unele sate se pierd adânc în istoria de început a evului mediu. Prima mențiune documentară este sub numele de Mircești și datează din 14 mai 1441, când Vlad Dracul, domnitorul Țării Românești, întărește Mănăstirii Glavacioc la Neajlov, ocina lui Berilă în Butești, ocina lui Micu al lui Bail, iar în Teleorman, mirceștii ocina pe care a dat-o Radu Banul. Cu trecerea timpului satul este amintit tot mai des. La 23 septembrie 1847, Judecătoria de Vlașca, prin sentința pentru reglarea moșiei Mircești față de proprietatea lui Ioan Arion din Călugăru, un sat vecin, precizează că moșia acestuia „e vecină cu moșia Mircești sau Comoara” și așa se va numi până în 1864 când satul va lua denumirea Comoara.
Satul Văceni (Vâlceni sau Vlăceni) a apărut în secolul al XVI-lea, prin hrisovul din 10 decembrie 1536, când Radu Paisie, domnul Țării Românești, întărește Mănăstirii Argeș în Tătărani din Vajiste, ocina pe care a ținut-o Gherghina Pârcălab, cumpărată de la Coman spătar și de la Cazan. Cazan revendică jumătate din această ocină. În conflictul dintre Cazan și călugării Mănăstirii Argeș domnul numește 12 boieri care să cerceteze cazul, printre aceștia aflându-se Oana din Mircești și Dragnea din Vâlceni. Prin urmare se poate afirma că satul a existat înainte de această dată.
În a doua jumătate a secolului al XVIII-lea, la 1 iunie 1792 se află în hotar cu Mircești, moșia era a lui Panait, căpitan de lefegii. În 1855, o altă moșie (sat) aparținea Mănăstirii Sf. Gheorghe Nou din București. După această dată satul dispare, fiind decimat de ciumă.
În anul 1926, satul s-a reînființat cu țărani din satele Botoroaga și Târnava, care au fost împroprietăriți ca urmare a aplicării reformei agrare din 1921.
La sfârșitul secolului al XIX-lea, comuna făcea parte din plasa Câlniștea, a județului Vlașca, purta numele simplu de Drăgănești, era alcătuit doar din satul Drăgănești și avea o populație de 1815 de locuitori. În comună exista o școală mixtă, o biserică și o moară cu aburi.
Anuarul Socec din 1925 consemnează comuna ca fiind reședința aceleași plăși, având o populație de 3493 de locuitori.
În anul 1950, comuna a trecut în administrația raionului Drăgănești-Vlașca al regiunii Teleorman, raion care, doi ani mai târziu, a fost inclus în regiunea București.
În anul 1968, comuna a trecut la județul Teleorman având actuala structură.

## Politică și administrație
Comuna Drăgănești-Vlașca este administrată de un primar și un consiliu local compus din 13 consilieri. Primarul, Ionuț-Ciprian Ciuperceanu, de la Partidul Social Democrat, este în funcție din 2016. Începând cu alegerile locale din 2024, consiliul local are următoarea componență pe partide politice:
|  | Partid                   | Consilieri | Componența Consiliului | Componența Consiliului | Componența Consiliului | Componența Consiliului | Componența Consiliului | Componența Consiliului | Componența Consiliului | Componența Consiliului | Componența Consiliului | Componența Consiliului | Componența Consiliului | Componența Consiliului | Componența Consiliului |
|  | ------------------------ | ---------- | ---------------------- | ---------------------- | ---------------------- | ---------------------- | ---------------------- | ---------------------- | ---------------------- | ---------------------- | ---------------------- | ---------------------- | ---------------------- | ---------------------- | ---------------------- |
|  | Partidul Social Democrat | 13         |                        |                        |                        |                        |                        |                        |                        |                        |                        |                        |                        |                        |                        |

## Monumente istorice
Singurul monument istoric din satul Drăgănești-Vlașca este Biserica "Sfântul Nicolae" care datează din anul 1853.

## Personalități născute aici
- Mircea Daniel Diaconescu (n. 1925), politician;
- Cornel Călugăreanu (1930 - 2011), baschetbalist;
- Sofia Corban (n. 1956), canotoare, laureată cu aur la Los Angeles 1984;
- Petre Becheru (n. 1960), halterofil;
- Marius Coporan (n. 1975), fotbalist.